# جنینگز (میزوری)
جنینگز (به انگلیسی: Jennings) شهری در شهرستان سنت لوئیس ایالت میزوری است که جمعیت آن در سرشماری سال ۲۰۱۰ میلادی ۱۴٫۷۱۲ نفر بوده‌است.